# مقاطعة بولك (فلوريدا)
مقاطعة بولك، فلوريدا (بالإنجليزية: Polk County, Florida)‏ هي إحدى مقاطعات ولاية فلوريدا في الولايات المتحدة. ، بلغ عدد سكانها 602095 نسمة في عام 2010 حسب إحصاء مكتب تعداد الولايات المتحدة وتصل الكثافة السكانية فيها 124.01 نسمة/كم2.

## المناخ
يظهر الجدول التالي التغييرات المناخية على مدار السنة لمقاطعة بولك:
| البيانات المناخية لـمقاطعة بولك   | البيانات المناخية لـمقاطعة بولك | البيانات المناخية لـمقاطعة بولك | البيانات المناخية لـمقاطعة بولك | البيانات المناخية لـمقاطعة بولك | البيانات المناخية لـمقاطعة بولك | البيانات المناخية لـمقاطعة بولك | البيانات المناخية لـمقاطعة بولك | البيانات المناخية لـمقاطعة بولك | البيانات المناخية لـمقاطعة بولك | البيانات المناخية لـمقاطعة بولك | البيانات المناخية لـمقاطعة بولك | البيانات المناخية لـمقاطعة بولك | البيانات المناخية لـمقاطعة بولك |
| الشهر                             | يناير                           | فبراير                          | مارس                            | أبريل                           | مايو                            | يونيو                           | يوليو                           | أغسطس                           | سبتمبر                          | أكتوبر                          | نوفمبر                          | ديسمبر                          | المعدل السنوي                   |
| --------------------------------- | ------------------------------- | ------------------------------- | ------------------------------- | ------------------------------- | ------------------------------- | ------------------------------- | ------------------------------- | ------------------------------- | ------------------------------- | ------------------------------- | ------------------------------- | ------------------------------- | ------------------------------- |
| الدرجة القصوى °ف (°م)             | 87 (31)                         | 90 (32)                         | 92 (33)                         | 95 (35)                         | 103 (39)                        | 105 (41)                        | 102 (39)                        | 100 (38)                        | 98 (37)                         | 96 (36)                         | 93 (34)                         | 87 (31)                         | 105 (41)                        |
| متوسط درجة الحرارة الكبرى °ف (°م) | 73.6 (23.1)                     | 76.9 (24.9)                     | 81.0 (27.2)                     | 85.7 (29.8)                     | 90.7 (32.6)                     | 93.2 (34.0)                     | 93.9 (34.4)                     | 94.2 (34.6)                     | 91.7 (33.2)                     | 86.6 (30.3)                     | 79.9 (26.6)                     | 74.5 (23.6)                     | 85.2 (29.6)                     |
| متوسط درجة الحرارة الصغرى °ف (°م) | 50.2 (10.1)                     | 52.5 (11.4)                     | 56.2 (13.4)                     | 60.0 (15.6)                     | 66.5 (19.2)                     | 71.7 (22.1)                     | 72.8 (22.7)                     | 73.1 (22.8)                     | 72.1 (22.3)                     | 66.0 (18.9)                     | 58.5 (14.7)                     | 52.3 (11.3)                     | 62.7 (17.1)                     |
| أدنى درجة حرارة °ف (°م)           | 20 (−7)                         | 27 (−3)                         | 25 (−4)                         | 35 (2)                          | 47 (8)                          | 56 (13)                         | 64 (18)                         | 63 (17)                         | 62 (17)                         | 42 (6)                          | 28 (−2)                         | 20 (−7)                         | 20 (−7)                         |
| الهطول إنش (مم)                   | 2.59 (66)                       | 2.67 (68)                       | 3.68 (93)                       | 2.54 (65)                       | 3.19 (81)                       | 8.74 (222)                      | 7.88 (200)                      | 7.51 (191)                      | 6.10 (155)                      | 2.60 (66)                       | 1.79 (45)                       | 2.88 (73)                       | 52.17 (1٬325)                   |
| متوسط الأيام الممطرة (≥ 0.01 in)  | 7.8                             | 7.4                             | 7.8                             | 6.4                             | 7.5                             | 14.4                            | 17.1                            | 16.8                            | 12.4                            | 6.9                             | 6.4                             | 5.9                             | 116.8                           |
| ساعات سطوع الشمس الشهرية          | 203.2                           | 209.4                           | 258.2                           | 302.1                           | 306.7                           | 255.8                           | 255.4                           | 248.9                           | 226.5                           | 239.9                           | 213.4                           | 203.5                           | 2٬923                           |
| المصدر:                           |                                 |                                 |                                 |                                 |                                 |                                 |                                 |                                 |                                 |                                 |                                 |                                 |                                 |

## أعلام
- سيلفيا هيتشكوك
- جيري سيمونز

## وصلات خارجية
- www.polk-county.net